# Азім Аслан-огли
Азім Аслан-огли (25 квітня (7 травня) 1880, село Новхани, тепер Апшеронського району Азербайджанської Республіки — 15 червня 1943, Баку)— азербайджанський радянський графік, народний художник Азербайджанської Республіки .

## Творчий доробок
Автор гостросатиричних малюнків на політичні, побутові та антирелігійні теми, а також ілюстрацій до книжок, творів станкової графіки і театрально-декораційного мистецтва. Співпрацював у журналах «Молла Насреддін», «Барабан», «Мазалі» («Гумор») та інших.